# Dempsey & Makepeace
Dempsey & Makepeace ist eine britische Krimiserie, die von 1985 bis 1986 bei ITV und in Deutschland ab 1988 bei Bayern 3 sowie in anderen Dritten Programmen ausgestrahlt wurde.

## Handlung
Die Hauptfiguren der Serie, die englische Polizistin Lady Harriet „Harry“ Makepeace und der zum eigenen Schutz nach London versetzte US-amerikanische Polizist James „Jim“ Dempsey werden eher widerwillig verpflichtet, als Ermittlerduo in einer Spezialeinheit zusammenzuarbeiten. Der Reiz der Serie liegt in den Gegensätzen, die das Ermittlerduo verkörpert: Sie steht für Weiblichkeit, England und Adel. Er steht für Macho-Gehabe, USA und Arbeiterklasse.

## Entstehung & Veröffentlichung
| Figur                       | Darsteller      | Deutscher Sprecher                                 |
| --------------------------- | --------------- | -------------------------------------------------- |
| Lt. James Dempsey           | Michael Brandon | Stephan Schwartz (St. 1) Michael Roll (ab St. 2)   |
| Det. Sgt. Harriet Makepeace | Glynis Barber   | Sabina Trooger (St. 1) Madeleine Stolze (ab St. 2) |
| Chief Supt. Gordon Spikings | Ray Smith       | Herbert Weicker                                    |
| Det. Sgt. Charles Jarvis    | Tony Osoba      | Fred Klaus                                         |

Die Serie besteht aus drei Staffeln zu je 10 Folgen. Regie führten Michael Brandon und William Brayne, die Drehbücher wurden von Jeffrey Caine und von Ranald Graham verfasst. Die Darsteller Glynis Barber und Michael Brandon heirateten 1989.
Die deutsche Synchronisation erfolgte durch die Synchronfirma Elan Film Gierke GmbH, München (Staffel 1) und durch die Synchronfirma ARRI Synchron, München (ab Staffel 2), während Niels Clausnitzer, Michael Eder, Manfred Schmelzer verantwortlich waren für das Dialogbuch und die Dialogregie. Ein deutschsprachiges DVD-Set mit allen Folgen und Bonusmaterial erschien zwischenzeitlich.
| #    | Dt. Titel             | Originaltitel                 | Premiere      |
| ---- | --------------------- | ----------------------------- | ------------- |
| 1-1  | Tödlicher Kaviar      | Armed and Extremely Dangerous | 11. Jan. 1985 |
| 1-2  | Die Falle             | The Squeeze                   | 18. Jan. 1985 |
| 1-3  | Verbrecher-Imperien   | Lucky Streak                  | 25. Jan. 1985 |
| 1-4  | Der Geldtransport     | Given to Acts of Violence     | 1. Feb. 1985  |
| 1-5  | Die Glückssträhne     | Hors de Combat                | 8. Feb. 1985  |
| 1-6  | Ohne Ausweg           | Nowhere to Run                | 15. Feb. 1985 |
| 1-7  | Make Peace not War    | Make Peace Not War            | 22. Feb. 1985 |
| 1-8  | Kidnapping            | Blind Eye                     | 8. März 1985  |
| 1-9  | Der Jadeschatz        | Cry God for Harry             | 15. März 1985 |
| 1-10 | Das Todesurteil       | Judgement                     | 22. März 1985 |
| 2-1  | Silberdollar          | Silver Dollar                 | 31. Aug. 1985 |
| 2-2  | Tödliche Kurven       | Wheelman                      | 7. Sep. 1985  |
| 2-3  | Tödliche Liebe        | Love You to Death             | 14. Sep. 1985 |
| 2-4  | Nicht nachgeben       | No Surrender                  | 21. Sep. 1985 |
| 2-5  | Tequila Sunrise       | Tequila Sunrise               | 28. Sep. 1985 |
| 2-6  | Blutgeld              | Blood Money                   | 5. Okt. 1985  |
| 2-7  | Tod eines Models      | Set a Thief                   | 12. Okt. 1985 |
| 2-8  | Die Schulfreundin     | The Hit                       | 19. Okt. 1985 |
| 2-9  | Im Dunkeln            | In the Dark                   | 26. Okt. 1985 |
| 2-10 | Der Boxer             | The Bogeyman                  | 2. Nov. 1985  |
| 3-1  | Johnny Lupino (1/2)   | The Burning: Part 1           | 30. Aug. 1986 |
| 3-2  | Johnny Lupino (2/2)   | The Burning: Part 2           | 6. Sep. 1986  |
| 3-3  | Harris Kies           | Jericho Scam                  | 13. Sep. 1986 |
| 3-4  | Preisboxen            | The Prizefighter              | 20. Sep. 1986 |
| 3-5  | Panzer frei Haus      | Extreme Prejudice             | 27. Sep. 1986 |
| 3-6  | Die Kronzeugin        | Bird of Prey                  | 4. Okt. 1986  |
| 3-7  | 20 Stunden Angst      | Out of Darkness               | 11. Okt. 1986 |
| 3-8  | Heiße Ware für Cortez | The Cortez Connection         | 18. Okt. 1986 |
| 3-9  | Diamantenhochzeit     | Mantrap                       | 25. Okt. 1986 |
| 3-10 | Schutzengel           | Guardian Angel                | 1. Nov. 1986  |